# Marko Kump
Marko Kump (9 de septiembre de 1988) es un ciclista esloveno que fue profesional entre 2007 y 2020. Desde 2021 es director deportivo del Adria Mobil.

## Trayectoria
Se convirtió en profesional en 2007, con el equipo Adria Mobil. Para la temporada 2011 fichó por el Geox-TMC, pero tras la desaparición de este retornó a su primer equipo. Tras una buena temporada 2012 en la que llegó a ser primero en el UCI Europe Tour 2011-2012, el 11 de agosto se anunció su fichaje por el Team Saxo Bank-Tinkoff Bank para la temporada 2013, equipo en el que permaneció hasta el 2014.
El 30 de diciembre de 2020 anunció su retirada, pasando a ser director deportivo del Adria Mobil, su último equipo como profesional.

## Palmarés
| 2007 - Trofej Plava Laguna 1 2009 - 1 etapa del Tour del Porvenir - 1 etapa del Istrian Spring Trophy - 1 etapa de la Coupe des Nations Ville Saguenay - 1 etapa del Tour de Eslovenia 2010 - 1 etapa de la Settimana Coppi e Bartali - Trofeo Zssdi - Tour de Flandes sub-23 2012 - 1 etapa de la Istrian Spring Trophy - Bania Luka-Belgrado I - 1 etapa de la Szlakiem Grodów Piastowskich - Gran Premio Südkärnten - 2.º en el Campeonato de Eslovenia en Ruta - Central European Tour Budapest G. P. - Liubliana-Zagreb 2015 - Trofej Umag-Umag Trophy - Porec Trophy - 1 etapa del Istrian Spring Trophy - Gran Premio Adria Mobil - Belgrade Banialuka I - 1 etapa del Tour de Croacia - 1 etapa del Tour de Azerbaiyán - Tour de Malopolska, más 2 etapas - 1 etapa del Tour de Eslovenia - 5 etapas de la Vuelta al Lago Qinghai - Croacia-Eslovenia - Velothon Stockholm | 2016 - 2 etapas de la Vuelta al Lago Qinghai 2019 - Gran Premio Eslovenia Istria - Gran Premio Adria Mobil - 1 etapa de la Belgrado-Bania Luka - 1 etapa del Tour de Bihor - 3.º en el Campeonato de Eslovenia en Ruta - Gran Premio de Kranj - Croacia-Eslovenia - 1 etapa de la CRO Race |

## Equipos
- Adria Mobil (2007-2010)
- Geox-TMC (2011)
- Adria Mobil (2012)
- Saxo/Tinkoff (2013-2014)
  - Team Saxo-Tinkoff (2013)
  - Tinkoff-Saxo (2014)
- Adria Mobil (2015)
- Lampre/Emirates (2016-2017)
  - Lampre-Merida (2016)
  - UAE Team Emirates (2017)
- CCC Sprandi Polkowice (2018)
- Adria Mobil[3] (2019-2020)